# Das Miss Schweiz Massaker
Pour plus de détails, voir Fiche technique et Distribution.
Das Miss Schweiz Massaker est une comédie d'horreur suisse coécrite et réalisée par Michael Steiner sorti en 2012.

## Synopsis
Jasmin (Valérie) est élue Miss Zürich à la suite du décès de cette dernière. Mais un tueur rode…

## Fiche technique
- Titre original : Das Miss Schweiz Massaker
- Titre français :
- Titre québécois  :

- Réalisation : Michael Steiner
- Scénario : Michael Steiner et Michael Sauter
- Direction artistique :
- Décors :
- Costumes :
- Photographie : Pascal Walder
- Son : Roland Heap
- Montage : Benjamin Fueter
- Musique : Adrian Frutiger
- Production : Bernd Burgener et Norbert Preuss
- Société de production : Kontraproduktion AG
- Société de distribution :  Filmcoopi
- Pays d’origine :  Suisse
- Langue : Allemand
- Format : Couleurs - 35mm - 2.35:1 - Son Dolby numérique
- Genre : Comédie horrifique
- Durée : 95 minutes
- Date de sortie :
- Suisse : 10 août 2012 (festival international du film de Locarno)

## Distribution
- Meryl Valerie : Jasmin
- Patrick Rapold : Serge
- Martin Rapold : Didi
- Nadine Vinzens : Monika
- Jarreth J. Merz : Omar

## Distinctions

### Nominations
- 1 nomination[Laquelle ?]